# Situations I
Situations I est un recueil d'articles de Jean-Paul Sartre publié en 1947. Il est aussi publié en poche sous le titre : Critiques littéraires.
Depuis 2010, une nouvelle édition des Situations est entreprise par Arlette Elkaim-Sartre afin de publier dans l'ordre chronologique les textes de Sartre dont certains ne figuraient pas dans les Situations. Situations I a désormais pour sous-titre février 1938 – septembre 1944.

## Contenu

### Édition de 1947
- « Sartoris par W. Faulkner », un article de critique littéraire, La Nouvelle Revue française, février 1938.
- « À propos de John dos Passos et de 1919 », un article de critique littéraire, La Nouvelle Revue française, août 1938.
- « La Conspiration par Paul Nizan », un article de critique littéraire, La Nouvelle Revue française, novembre 1938.
- « Une idée fondamentale de la phénoménologie de Husserl : l'intentionnalité », un article de philosophie, La Nouvelle Revue française, janvier 1939.
- « M. François Mauriac et la liberté », un article de critique littéraire, La Nouvelle Revue française, février 1939.
- « Vladimir Nabokov : La Méprise », un article de critique littéraire, Europe, juin 1939
- « Denis de Rougemont : L'Amour et l'Occident », un article de critique littéraire et philosophique, Europe, 1939.
- « À propos de Le Bruit et la Fureur : La temporalité chez Faulkner », un article de critique littéraire, La Nouvelle Revue française, juin 1939.
- « M. Jean Giraudoux et la philosophie d'Aristote. À propos de Choix des Élues », un article de critique littéraire, La Nouvelle Revue française, mars 1940.
- « Explication de L'Étranger », un article de critique littéraire et philosophique sur le fameux roman d'Albert Camus, Cahiers du Sud, n° 253, février 1943.
- « Aminadab ou du fantastique considéré comme un langage », un article de critique littéraire sur Thomas l'obscur de Maurice Blanchot, Cahiers du Sud, n° 255 et 256, avril et mai 1943.
- « Un nouveau mystique », un article sur L'Expérience intérieure de Georges Bataille, Cahiers du Sud, n° 260, 261, 262, octobre à décembre 1943.
- « Aller et retour », un article sur les Recherches sur la nature et les fonctions du langage de Brice Parain, Cahiers du Sud, n° 264 et 265, février-mars et avril-mai 1944.
- « L'homme et les choses », un article sur Le Parti pris des choses de Francis Ponge, Poésie 44, n° 20 et 21, juillet-octobre et novembre-décembre 1944.
- « L'homme ligoté. Notes sur le Journal de Jules Renard », un article de critique littéraire, Messages, n° IV, avril 1945.
- « La liberté cartésienne », Labyrinthe, novembre 1945. Un article sur Descartes. Sartre critique Descartes pour n'avoir donné qu'une liberté négative à l'homme, l'homme n'est libre que pour se tromper ou dans le mal. Dieu est le seul être à être véritablement libre. Cette liberté infinie et positive de Dieu chez Descartes est pour Sartre la liberté humaine. Non repris dans l'édition 2010.

### Édition de 2010
À l'exception de « La liberté cartésienne » les textes de l'édition de 1947 sont repris et y sont ajoutés :
- « Elsa Triolet, Bonsoir Thérèse », un article sur le roman d'Elsa Triolet, Europe, n° 194, 15 février 1939.
- « Portraits officiels » et « Visages », deux textes parus dans la revue d'esthétique Verve, n° 5-6, 30 mai 1939.
- « Charles Morgan, Le Fleuve étincelant », un article sur le roman de Charles Morgan, Europe, juin 1939.
- « Herman Melville, Moby Dick », un article sur le roman de Herman Melville, Comœdia, n° 1, 21 juin 1941.
- « Drieu la Rochelle ou la haine de soi – Alphonse de Châteaubriant ou la peur d'être libre », le premier texte est paru dans Lettres françaises, n° 6, avril 1943, le deuxième était resté inédit, sur la collaboration et ces deux auteurs.
- « Hommage à Jean Giraudoux », article pour la mort de Jean Giraudoux, Comœdia, 5 février 1944.
- « La littérature, cette liberté ! », article sur collaboration, Lettres françaises, n° 15, avril 1944.
- « Un film pour l'après-guerre », article sur le cinéma et non sur un film en particulier, L'Écran français, n° 15, avril 1944.
- « L'espoir fait homme », article  à propos de Vogue la galère de Marcel Aymé, Lettres françaises, n° 18, juillet 1944.
- « Un promeneur dans Paris insurgé », articles sur la libération de Paris, Combat, 28 août au 4 septembre 1944.
- Lettre à Jean Paulhan, lettre privée du 1er août 1938.